# Simple Creatures
Simple Creatures es un dúo de rock americano formado por Mark Hoppus de Blink-182 y Alex Gaskarth de All Time Low. Establecido en Los Ángeles, el dúo publicó su primer EP, Strange Love, el 29 de marzo de 2019.

## Biografía
Alex Gaskarth creció como seguidor de Blink-182, y su grupo, All Time Low, finalmente fueron de gira con la banda en su California Tour en 2016. Mark Hoppus, el bajista de la banda, se hizo amigo de Gaskarth con los años y los dos habían hablado siempre sobre colaborar en algún momento. Tras el término de las fechas de la gira California en 2017, Hoppus cayó en una depresión, y volvió a entrar en el estudio esperando grabar con artistas co los que siempre había querido trabajar. Llamó a Gaskarth primero, y los dos acabaron escribiendo varias canciones en las primeras sesiones juntos. El proyecto, Simple Creatures, fue anunciado en enero de 2019, con el sencillo principal "Drug". El primer EP del dúo, Strange Love, fue publicado el 29 de marzo vía BMG. El dúo también anunció una gira con cuatro fechas por EE. UU. y Reino Unido durante marzo y abril de 2019, junto a dos festivales de música en Europa durante el verano de 2019.
En abril de 2019, poco tiempo después del lanzamiento de su EP Strange Love, la banda confirmó en una entrevista que tienen un segundo EP y un álbum de debut listo para ser publicado en un futuro cercano.

## Estilo musical e influencias
Los dos, Hoppus y Gaskarth, reconocieron a The Cure y su líder, Robert Smith, como una influencia en su primer EP, Strange Love. "Hubo muchas, muchas veces durante el proceso de grabación en las que referenciamos sonidos de The Cure, o en la forma en la que escribe Robert Smith", Hoppus le contó Kerrang!. La música del dúo incluye baterías programadas, guitarras, y sintetizadores. Hoppus reconoció sus influencias de hace mucho tiempo Descendents y Bad Religion como una influencia. Con lo referente a las letras, el dúo esperaba teñir de cualidades oscuras y vanguardismo las canciones pop. "Ambos somos personas profundamente tristes en nuestro interior. Esa cosa de pop oscuro, gótico y emo," dijo Gaskarth.

## Discografía
- EP Strange Love (2019)
- EP Everything Opposite (2019)